# Cantó de Tassin-la-Demi-Lune
El cantó de Tassin-la-Demi-Lune és un antic cantó francès del departament del Roine, situat al districte de Lió. Té 2 municipis i el cap és Tassin-la-Demi-Lune. Va existir de 1985 a 2014.

## Municipis
- Francheville
- Tassin-la-Demi-Lune

| Data d'elecció | Identitat            | Partit  | Qualitat |
| -------------- | -------------------- | ------- | -------- |
| 1985-2001      | Georges Perret       | UDF-CDS |          |
| 2001-2008      | Christiane Bernardin | UDF     |          |
| 2008-2014      | Pascal Charmot       | UMP     |          |